# Futbolniy Klub Krasnodar-2000
FC Krasnodar-2000 - em russo: ФК Краснодар-2000 - foi um clube de futebol da cidade de Krasnodar, na Rússia.
Fundado em 2000, como FC Tsentr-R-Kavkaz Krasnodar, ganhou o nome atual quando se profissionalizou no ano seguinte. Manda seus jogos no Trud Stadium, em Krasnodar.

## Plantel atual
Nota: Bandeiras indicam equipe nacional, conforme definido pelas regras de elegibilidade da FIFA. Os jogadores podem ter mais de uma nacionalidade não-FIFA.
| N.º |        | Posição | Jogador               |
| --- | ------ | ------- | --------------------- |
|     | Rússia | G       | Pavel Chernorukov     |
|     | Rússia | G       | Artyom Gorchakov      |
|     | Rússia | G       | Roman Mamedov         |
|     | Rússia | D       | Artyom Kazakov        |
|     | Rússia | D       | Dmitriy Narizhniy     |
|     | Rússia | D       | Aleksandr Nesmachnykh |
|     | Rússia | D       | Oleg Pravilo          |
|     | Rússia | D       | Sergey Udod           |
|     | Rússia | D       | Sergey Vasetsky       |
|     | Rússia | D       | Artyom Yankovskiy     |
|     | Rússia | D       | Oleg Yezhurov         |

| N.º |        | Posição | Jogador              |
| --- | ------ | ------- | -------------------- |
|     | Rússia | M       | Vitali Dikov         |
|     | Rússia | M       | Andriano Kokoskeriya |
|     | Rússia | M       | Eldar Mamedov        |
|     | Rússia | M       | Aleksey Ryabokon     |
|     | Rússia | M       | Anton Sekret         |
|     | Rússia | M       | Artyom Yudin         |
|     | Rússia | M       | Yakov Zaika          |
|     | Rússia | A       | Aleksey Bezglasny    |
|     | Rússia | A       | Leonid Boyev         |
|     | Rússia | A       | Aleksey Maslennikov  |
|     | Rússia | A       | Igor Maslennikov     |